# Sarah Chambers
Sarah Chambers es un personaje ficticio del universo de Babylon 5. En ella es una médico y oficial científico, que apareció en la serie Crusade. Como tal es interpretada por la actriz Marjean Holden.

## Biografía
Chambers es una persona optimista con esperanzas en el futuro. Después de que los Drakh esparciesen la plaga por la Tierra en Babylon 5: Llamada a las armas, ella es llevada a Marte a pesar de su deseo de ir a la Tierra para combatir allí la plaga. Allí se entera de que fue elegida como médico y oficial científico del destructor avanzado Excalibur, y allí encargada de coordinar al equipo científico para poder encontrar la cura en algún lugar en el espacio. Ella acepta y jura hacer todo lo posible para encontrar la cura y salvar así a su familia en la Tierra.
Durante los viajes espaciales con la Excalibur, que es capitaneada por Matthew Gideon, con el que tiene una buena relación, ella descubre con el tiempo un método para proteger a la gente que no está infectada por la cura en uno de los planetas que podría haber tenido la cura con la ayuda del tecnomago Galen. Es un nanovirus, que puede servir de forma temporalmente limitada como escudo protector frente a la plaga. Una vez pasado 48 horas el escudo deja de funcionar.   
Más tarde, cerca de la Tierra, con la ayuda de Stephen Franklin, que está en la Tierra confinado a causa de la plaga, ella descubre a través de la inyección de la plaga a un sujeto voluntario como se desarrolla la plaga en un ser humano. Resulta ser un nanovirus robótico (nanotecnología) que actúa en concordancia con los demás virus de la misma especie para atacar y adaptarse de forma inteligente a sus víctimas con el propósito de adaptarse a ellas y posteriormente matarlas. Como tal también puede cambiar altura y descargarse en su víctima como un programa. Por ello tanto ella y Franklin están muy preocupados, ya que es un virus que piensa, lo que la hará extremadamente resistente a los intentos de combatirla.
También descubre que los últimos miembros de la especie de Dureena, que se encontraron casualtmente en el planeta Theta 49, están también infectados con la plaga a causa de actuaciones corruptas de miembros del gobierno terrestre hacia otros seres humanos inyectándolos con ella, porque sabían demasiado sobre sus proyectos corruptos. Jura ante Dureena de salvarlos. 
A pesar de la miseria de la situación en la que está, ella continúa siendo optimista y continúa teniendo esperanzas en el futuro.